# 日本海海戦記念式典
日本海海戦記念式典（にほんかいかいせんきねんしきてん）は、日露戦争の戦いの一つである日本海海戦における大日本帝国海軍の勝利を記念して行われる式典のことである。

## 概要

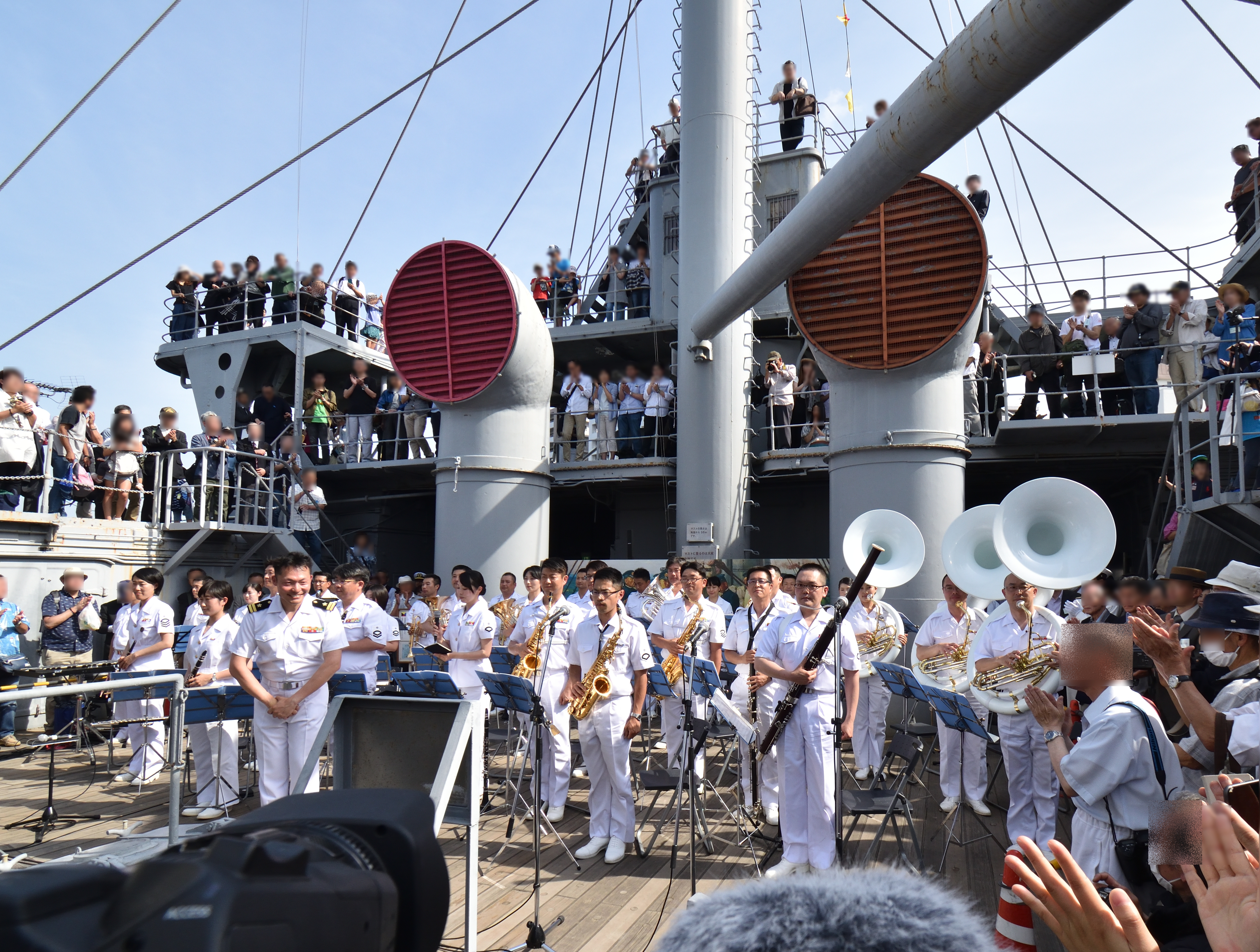
「三笠」甲板上の音楽演奏会
（2018年5月27日）

1905年（明治38年）5月27日、戦艦「三笠」を旗艦とする日本海軍連合艦隊は、ロシア帝国海軍バルチック艦隊を破り歴史的な勝利を収めた。これを記念して、同日（5月27日）は海軍記念日に制定された。
この海軍記念日は戦後になり廃止されたが、現在でも毎年同日に日本海海戦記念式典が公益財団法人三笠保存会の主催により、神奈川県横須賀市で記念艦として保存されている三笠艦内の講堂において開催されている。平成30年（2018年）度の式典では下記の参列者が祝辞を述べた。
- 防衛大臣 小野寺五典
- 横須賀市長 上地克明
- 海上自衛隊横須賀地方総監
- アメリカ海軍第7艦隊司令官

また式典に引き続き、好天時は三笠の上甲板で海上自衛隊横須賀音楽隊の演奏会が行われる。式典に参列できる者は招待者だけであるが、演奏会は当日の三笠の見学者が自由に鑑賞できる。